# 岡本駅 (香川県)
岡本駅（おかもとえき）は、香川県高松市岡本町にある、高松琴平電気鉄道琴平線の駅である。駅番号はK10。
かつては有人駅で駅前に琴電経営の遊園地があった時期もある。また準急列車も停車し、折り返し列車まで設定された中核駅であったが、現在、準急列車は廃止され、同駅折り返し列車も無く、方向幕もローマ字併記の幕に更新時に岡本のコマも削除された。昨今、経営改善の一環として駅員配置時間の短縮の後、無人化された（ただし、さぬき高松まつりの開催時など、臨時列車の運行や利用客の急激な増加が見込まれる場合は、往復乗車券の発売のために臨時に駅員が配置されることもある）。
無人駅ではあるが、途中下車指定駅である。
最近、無人化による監視者不足からかIruCa簡易改札機や自動券売機への悪質ないたずらが多発したため、監視カメラが設けられた。

## 駅構造
相対式2面2線の地上駅。
のりば

| 乗り場 | 路線    | 方向 | 行先               |
| ------ | ------- | ---- | ------------------ |
| 1      | ■琴平線 | 上り | 滝宮・琴電琴平方面 |
| 2      | ■琴平線 | 下り | 瓦町・高松築港方面 |

ことでんの駅では珍しく列車は右側通行（1番線が下りで2番線が上り）で駅に進入する。
尚、2番線には上り方面側（高松築港方）にも出発信号機が設置されている。これは、過去に岡本折り返し列車が存在した名残である。ちなみに現在も、仏生山－岡本間で試運転列車が運転されることがあり、用途廃止は行われていない。
当駅には広いロータリーがあるが、これはかつて路線バスがここで折り返していたためである。ここから当時の綾上町にも路線が延びていた（一部は高松築港から直通）が、現在はことでんバスの路線はすべて廃止され、国分寺町コミュニティバスと綾川町営バスが発着している。
便所は、駅本屋を出た駅前ロータリーにある。かつては汲み取り式であったが、現在は水洗化されている。

## 利用状況
2001年には、1日あたり1,091人の利用者数があったが、2018年には851人/日の利用まで減少している。
| 1日乗降人員推移 | 1日乗降人員推移 |
| 年度            | 1日平均人数     |
| --------------- | --------------- |
| 2011年          | 782             |
| 2012年          | 826             |
| 2013年          | 829             |
| 2014年          | 869             |
| 2015年          | 855             |
| 2016年          | 860             |
| 2017年          | 873             |
| 2018年          | 851             |
| 2019年          | 841             |
| 2020年          | 677             |

## 駅周辺
- 奈良須池
- 香川県道282号高松琴平線
- 香川県道39号国分寺中通線
- 国道32号
- 香川銀行岡本支店 - 2022年8月26日（営業最終日）をもって円座支店にブランチインブランチ、ATMも廃止。
- 岡本駅前バス停 - 下記2路線が利用できる。 
  - 国分寺町コミュニティバスJR端岡駅行き（一部は高松市国分寺橘ノ丘総合運動公園・はくちょう温泉まで運行）が発車する[4]。
  - 綾川町営バス畑田・千疋線 - 綾川町陶地区と町北東部の畑田・千疋地区を結ぶ路線が岡本駅を経由している[5]。

## 歴史
- 1926年（大正15年）12月21日 - 琴平電鉄の駅として開業。
- 1943年（昭和18年）11月1日 - 会社合併により高松琴平電気鉄道琴平線の駅となる。

## 隣の駅
高松琴平電気鉄道
■琴平線
円座駅（K09） - 岡本駅（K10） - 挿頭丘駅（K11）

## 画像

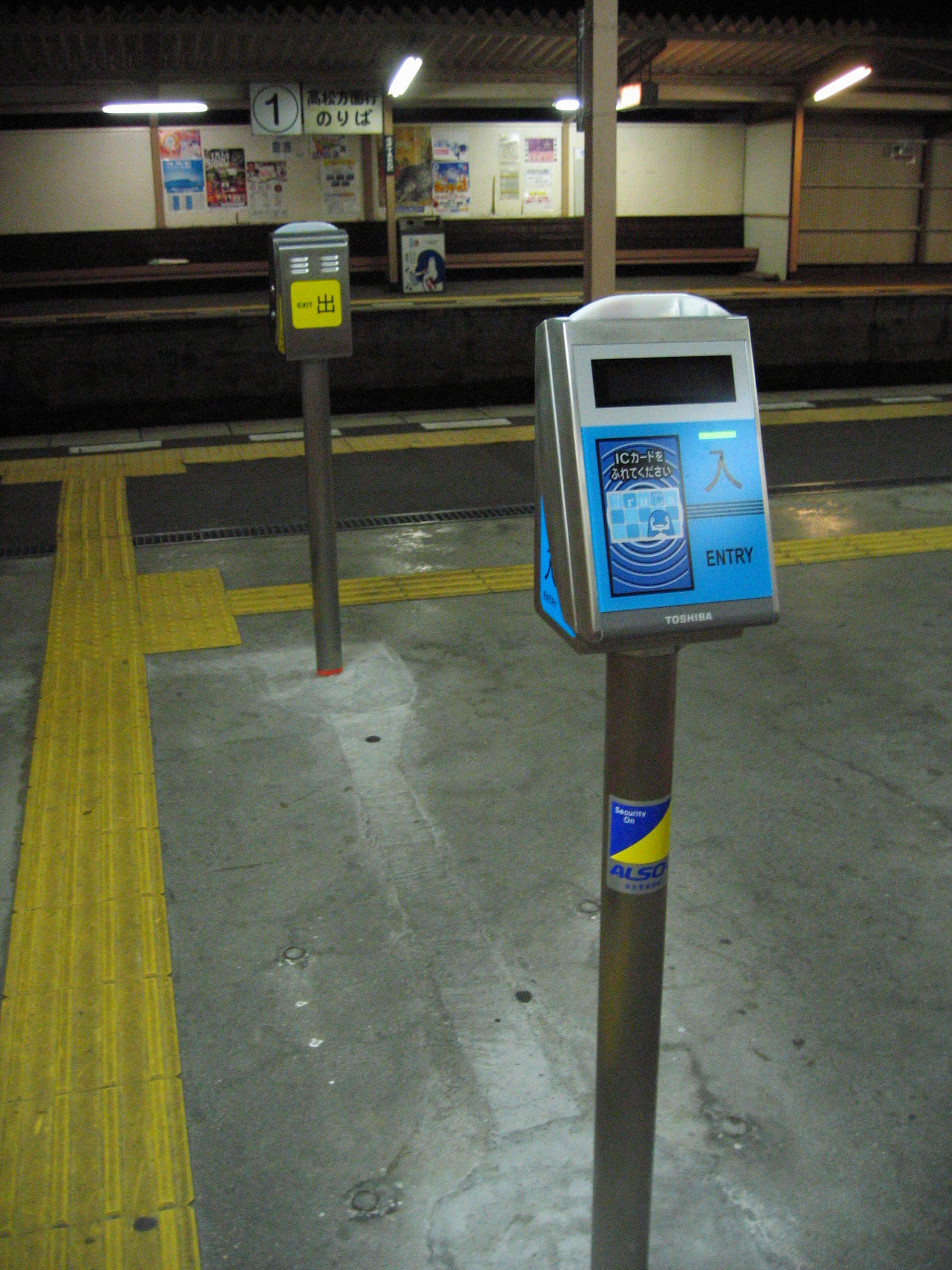
岡本駅改札口。奥のホームが1番線、手前が2番線である。
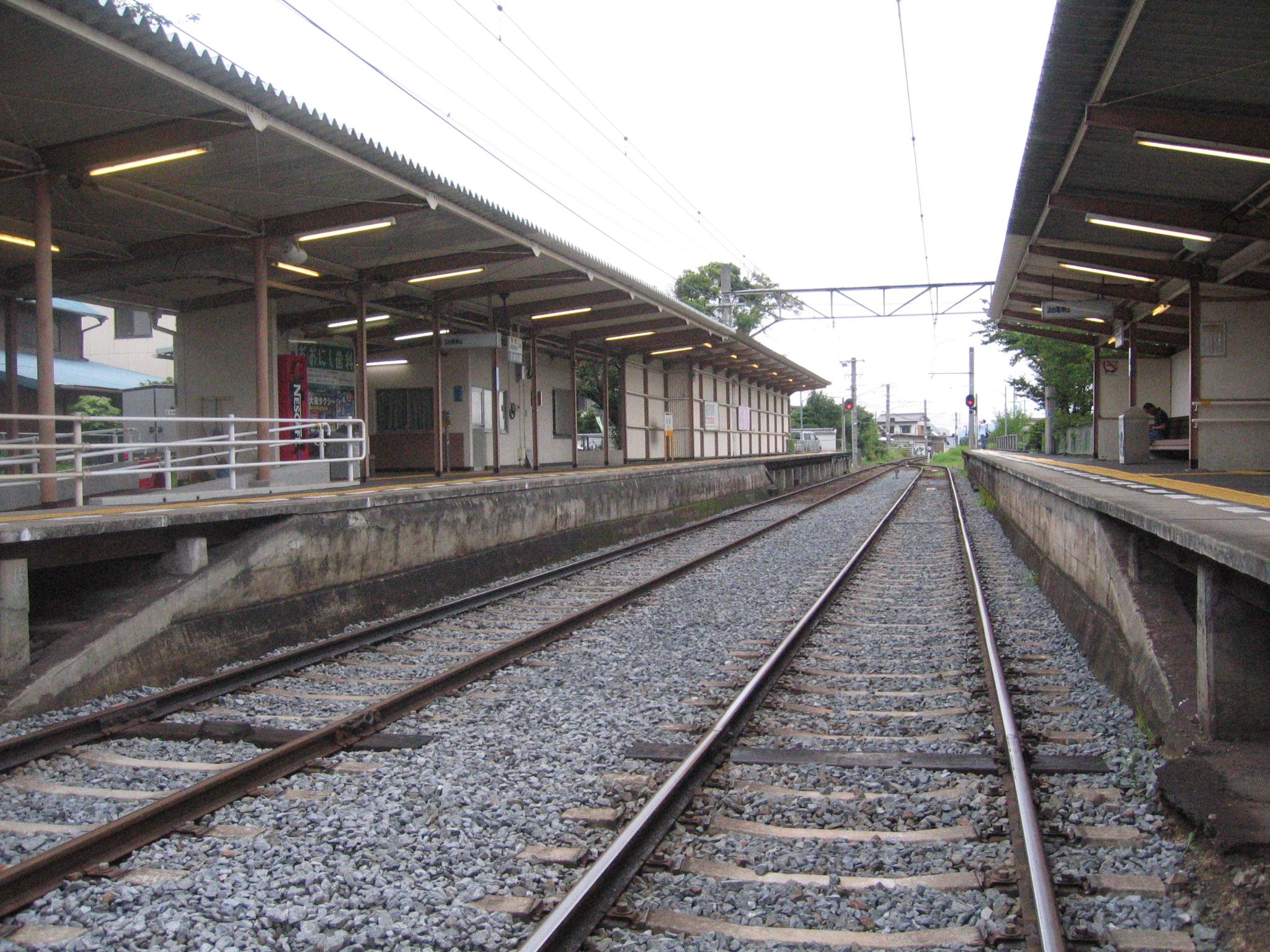
岡本駅構内　挿頭丘方より
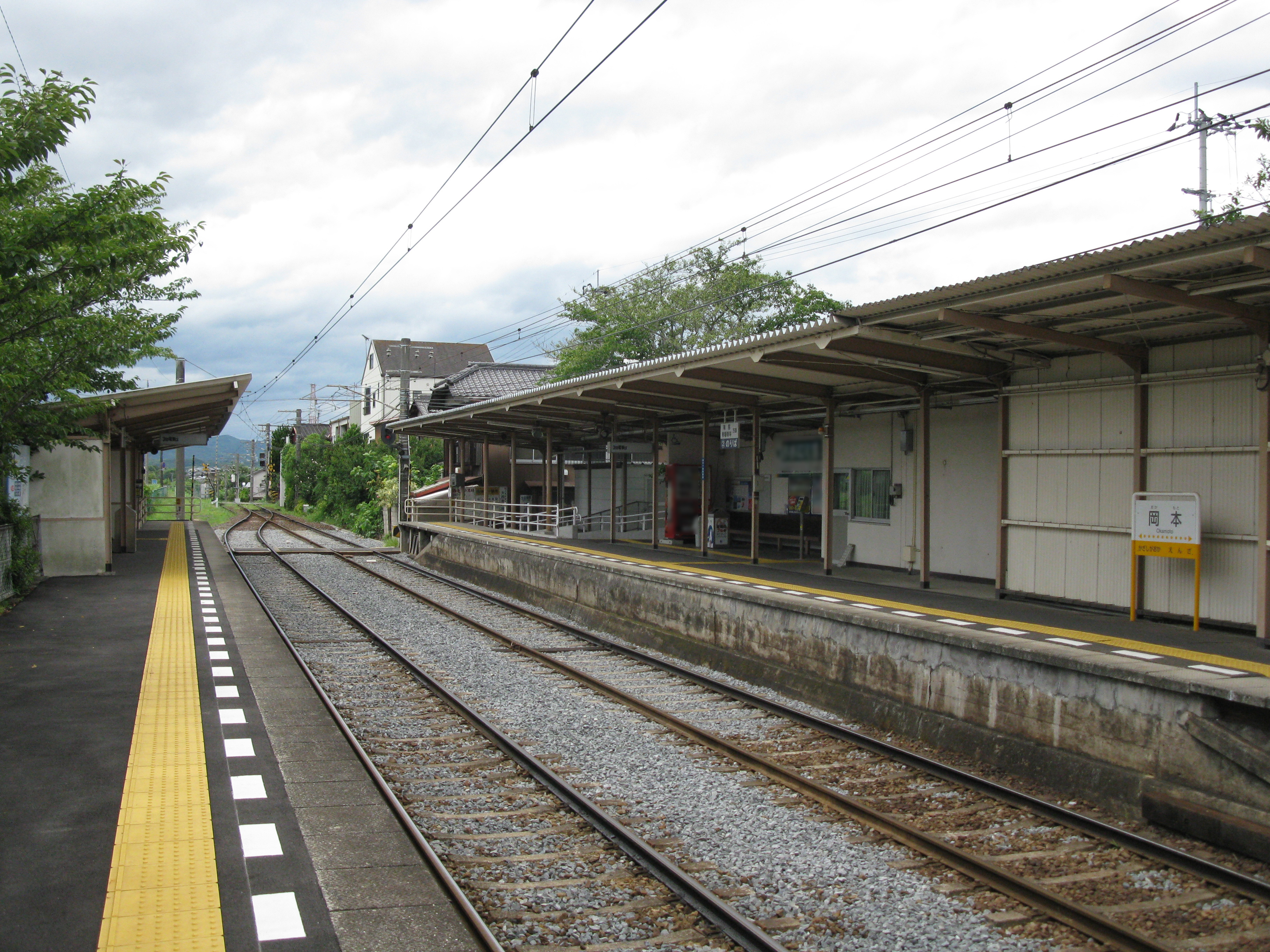
岡本駅構内　円座方より